# Marcel Berger
Marcel Berger (Paris, 14 de abril de 1927 — 15 de outubro de 2016) foi um matemático francês.
Decano da geometria diferencial na França, foi diretor do Institut des Hautes Études Scientifiques (IHES).
Marcel Berger, foi director de pesquisa honorário do Centre national de la recherche scientifique (CNRS) e membro correspondente da Académie des Sciences desde 29 de Novembro de 1982.

## Publicações selecionadas
- Berger, M.: Geometry revealed.  Springer, 2010.[5]
- Berger, M.: What is... a Systole? Notices of the AMS 55 (2008), no. 3, 374–376.
- Berger, Marcel (2003). A Panoramic View of Riemannian Geometry. [S.l.]: Springer. ISBN 3540653171
- Berger, Marcel (fevereiro de 2000). «Encounter with a Geometer, Part I» (PDF). Notices of the AMS. 47 (2): 183–194
- Berger, Marcel (março de 2000). «Encounter with a Geometer, Part II» (PDF). Notices of the AMS. 47 (3): 326–340
- Berger, Marcel; Gauduchon, Paul; Mazet, Edmond: Le spectre d'une variété riemannienne. (French) Lecture Notes in Mathematics, Vol. 194 Springer-Verlag, Berlin-New York 1971.
- Berger, Marcel: Sur les groupes d'holonomie homogène des variétés à connexion affine et des variétés riemanniennes. (French) Bull. Soc. Math. France 83 (1955), 279–330.
- Berger, Marcel: Les espaces symétriques noncompacts. (French) Ann. Sci. École Norm. Sup. (3) 74 1957 85–177.
- Berger, Marcel; Gostiaux, Bernard: Differential geometry: manifolds, curves, and surfaces. Translated from the French by Silvio Levy. Graduate Texts in Mathematics, 115. Springer-Verlag, New York, 1988. xii+474 pp. ISBN 0-387-96626-9 53-01
- Berger, Marcel: Geometry. II. Translated from the French by M. Cole and S. Levy. Universitext. Springer-Verlag, Berlin, 1987.
- Berger, M.: Les variétés riemanniennes homogènes normales simplement connexes à courbure strictement positive. (French) Ann. Scuola Norm. Sup. Pisa (3) 15 1961 179–246.
- Berger, Marcel: Geometry. I. Translated from the French by M. Cole and S. Levy. Universitext. Springer-Verlag, Berlin, 1987. xiv+428 pp. ISBN 3-540-11658-3
- Berger, Marcel: Systoles et applications selon Gromov. (em francês) [Systoles and their applications according to Gromov] Séminaire Bourbaki, Vol. 1992/93. Astérisque No. 216 (1993), Exp. No. 771, 5, 279–310.
- Berger, Marcel: Geometry. I. Translated from the 1977 French original by M. Cole and S. Levy. Corrected reprint of the 1987 translation. Universitext. Springer-Verlag, Berlin, 1994. xiv+427 pp. ISBN 3-540-11658-3
- Berger, Marcel: Riemannian geometry during the second half of the twentieth century. Reprint of the 1998 original. University Lecture Series, 17. American Mathematical Society, Providence, Rhode Island, 2000. x+182 pp. ISBN 0-8218-2052-4
- Berger, Marcel: A panoramic view of Riemannian geometry. Springer-Verlag, Berlin, 2003. xxiv+824 pp. ISBN 3-540-65317-1